# Tren Parral-Chillán
El Tren Parral-Chillán es un servicio de trenes de cercanías para pasajeros de la Empresa de los Ferrocarriles del Estado. Abarco una longitud de 58 km, uniendo a las ciudades de Chillán, San Carlos y Parral en las regiones de Ñuble y Maule. Fue inaugurado el 29 de diciembre de 2022 y es controlado por EFE Central.
Este servicio partió como un plan piloto que tenía como objetivo evaluar la rentabilidad de un servicio interurbano exclusivo para la región de Ñuble.

## Historia
Durante el segundo gobierno de Sebastián Piñera en 2019 se realizó la evaluación de un proyecto de tren de cercanía entre San Carlos, Chillán y Bulnes.
En agosto de 2022 el presidente Gabriel Boric realizó una gira por la zona centro sur del país, en la cual señaló el compromiso de reactivar los servicios de pasajeros en estas regiones, incluyendo a la región de Ñuble. Siguiendo este compromiso, el 28 de diciembre se anunció el inicio de operaciones de un servicio de cercanías en la región que conecta a las Chillán y San Carlos.
El servicio inició sus operaciones el 29 de diciembre. El servicio en su primera fase fue un plan piloto para determinar la rentabilidad del proyecto, estando en operaciones hasta marzo de 2023. A inicios de ese mes, EFE anunció más frecuencias por día, y más días de funcionamiento.
El 5 de septiembre de 2023 se anunció la extensión del servicio hasta Parral, implementada dos días más tarde, y renombrando el servicio de Tren Chillán-San Carlos a Tren Parral-Chillán.
En abril de 2024 se anunció que los servicios disminuirían a uno por sentido diario debido a obras de renovación de las estaciones.

### Futuro
Se tiene proyectada una segunda fase que considera la extensión del servicio hasta la estación Rucapequén y la de Bulnes.

## Características
La primera etapa del servicio que entró en vigencia en diciembre de 2022 cuenta con ocho frecuencias diarias, los días martes, miércoles y jueves. Durante la segunda etapa del servicio, desde marzo de 2023, se pasaron de ocho servicios diarios a dieciséis, de días lunes a viernes. El proyecto tuvo un costo de 250 millones de pesos chilenos.
Durante la primera etapa del plan piloto, el pasaje tuvo un costo de $1 500 pesos chilenos entre San Carlos y Chillán. Los estudiantes y adultos mayores contarán con un descuento del 10% en la tarifa.
El tren utilizado es un automotor UTS, cuenta con 180 asientos, y el viaje tiene una duración de 17 minutos a la estación de San Carlos en un trayecto de 24 km, en comparación a los 40 minutos que le lleva a un bus realizar el mismo recorrido, y una extensión total del servicio a Parral que suma otros 25 minutos de viaje y 1 de detención, totalizando 58,4 km de recorrido entre estaciones terminales. Actualmente esta suspendido temporalmente debido a obras en las estaciones de San Carlos y Parral